# ザ・ビッグマン
ザ・ビッグマン (Italian: Un uomo da rispettare)は1972年に公開されたクライム映画。監督ミケーレ・ルーポ。出演カーク・ダグラス、フロリンダ・ボルカン。

## あらすじ
3年の刑期を経て出所した金庫破り名人スティーブは、引退を考えていた矢先、昔の仲間のミューラーから、保険会社の大金庫「ビック・ベン」から大金を奪う話を持ち掛けられる。一度は断ったものの、妻アンナとの生活のためには金が必要だったため、それを引き受ける。さらに、スティーブはサーカス団のアクロバット名人マルコも仲間に引き入れる。一方、スティーブの行動は警察の注意を惹き、ホフマン警部も動いていた。
そして、当日、スティーブが保険会社に侵入して大金を奪った後、アンナと合流し、偽装強盗のため質屋に配置したマルコの元へと向かった。そして、スティーブはマルコと入れ替わる形で質屋に入り、故意に警報器を鳴らして警官たちを呼び寄せた。実は、スティーブはミューラーを裏切るつもりで、わざとつかまり、1年の刑に処された後、金を着服するつもりでいた。ところが、マルコが守衛を誤って殺してしまったことで終身刑となる可能性が高くなり、スティーブは警官を倒して逃走する。一方、マルコとアンナは準備を進めるうちに互いにひかれあうようになり、2人で海外に逃げるために港に来ていたところ、スティーブに見つかってしまう。怒ったスティーブに銃を突き付けられたマルコはアンナを船に乗せた後、車に乗り込む。そこへ、スティーブが発砲し、マルコは死亡する。

## キャスト
| 役名        | 俳優                     | 日本語吹替                                                            |
| 役名        | 俳優                     | 日本テレビ版                                                          |
| ----------- | ------------------------ | --------------------------------------------------------------------- |
| スティーブ  | カーク・ダグラス         | 中谷一郎                                                              |
| マルコ      | ジュリアーノ・ジェンマ   | 松橋登                                                                |
| アンナ      | フロリンダ・ボルカン     | 楠侑子                                                                |
| ミューラー  | ヴォルフガング・プライス | 大木民夫                                                              |
| ホフマン    | ラインハルト・コルデホフ | 高桐真                                                                |
| 不明 その他 |                          | 木原正二郎 島田彰 平林尚三 糸博 兼本新吾 城山知馨夫 作間功 佐久間あい |
|             |                          |                                                                       |
| 演出        | 演出                     | 山田悦司                                                              |
| 翻訳        | 翻訳                     | 榎あきら                                                              |
| 効果        | 効果                     | 南部満治/大橋勝次                                                     |
| 調整        | 調整                     | 遠西勝三                                                              |
| 制作        | 制作                     | オムニバスプロモーション                                              |
| 解説        | 解説                     | 水野晴郎                                                              |
| 初回放送    | 初回放送                 | 1974年10月9日 『水曜ロードショー』                                    |